# Ганна Гаммарстрем
Ганна Гаммарстрем (швед. Hanna Hammarström; 4 листопада 1829, Стокгольм, Швеція — 1909, там же) — шведська винахідниця, інженерка, промисловиця та підприємиця. Вперше в Швеції налагодила комерційне виробництво і продаж телефонних дротів, в тому числі для першої шведської телефонної мережі. Також експортувала дріт до Фінляндії.

## Життєпис
Ганна Гаммарстрем була донькою торговця бавовною і шовком Пера Гаммарстрема (швед. Per Hammarström, пом. 1868) та Христини Гольмберг (швед. Christina Holmberg). Батько хотів, щоб усі його діти отримали професію, тому Ганна Гаммарстрем навчилася виготовляти різні прикраси. Батько подарував доньці верстат для виробництва металевого дроту, яка користувалася великим попитом у модисток, що моделювали жіночі капелюшки. Після створення у 1883 році акціонерного товариства Allmänna Telefonaktiebolag (SAT) Ганна Гаммарстрем почала експериментувати з виробництвом телефонного кабелю, заснованого на тому ж принципі.
Хоча телефонні дроти були винайдені до неї, спосіб їх виготовлення був невідомий в Швеції, тому шведська телефонна мережа залежала від іноземних виробників, особливо від німецьких. Гаммарстрем заснувала власну фабрику і в 1883 році взяла на себе задачу забезпечення телефонними дротами шведської телефонної компанії. Вона мала монополію на виробництво протягом 1880-х і 1890-х. На свою фабрику в Стокгольмі Ганна Гаммарстрем наймала тільки жінок, яких сама ж і навчала роботі на верстатах.
На виставці енергетичного і виробничого устаткування в Стокгольмі в 1886 році Ганна Гаммарстрем отримала першу премію, срібну медаль, сертифікат та меморіальну дошку, які були виставлені на її фабриці.
Померла Ганна Гаммарстрем у 1909 році.